# Endori csata
Az endori csata a Csillagok háborúja képzeletbeli univerzumában lezajló űrháborús csata. 
Már láttam ezt... Látomásom volt [...] Egy csillagként fénylő robbanást. Egy erdővel borított világot, rettenthetetlen védőkkel, menekülő hajókkal, és... téged is láttalak, Vader. Valahogyan te voltál a kellős közepén az egésznek... Figyelj rám, Skywalker! Nem számít, ha megtalálod őket! Nem számít, ha felkutatod és meggyilkolod az összes Jedit, mindazokat, akik túlték a hatvanhatos parancsot! Mert végre megértettem... Most már tudom... Az Erőt nem tudod elpusztítani... Az Erő sosem hal meg...”
– Roan Shryne utolsó szavai YE 19-ben, az endori csatáról szóló a látomásáról[forrás?]
Egyike volt a galaktikus polgárháború legfontosabb és leginkább sorsdöntő ütközeteinek, melyet a Lázadók Szövetsége és a Galaktikus Birodalom vívott. Végül Palpatine császár halála egyben a Birodalom végét is jelentette, ugyanis rajta kívül más hasonlóan kulcsfontosságú személy, illetve a Második Halálcsillag is elpusztult.

## Előzmények
A röviddel a Galaktikus Birodalom megalakulása után Roan Shryne Jedi mester elmondta egy korábbi látomását, mely az endori csatáról szólt. Még halála előtt elmondhatta a Sith nagyúrnak az általa látott vízió részleteit.
Sok évvel később a Lázadók Szövetsége birtokába jutott az információ, hogy a Birodalom egy második Halálcsillag építésébe kezdett Tiaan Jerjerrod moff vezetésével.A Szövetség vezetése rájött, hogy az általuk a yavini csatában elpusztított, eredeti Halálcsillaghoz képest itt már kiküszöbölték az esetlegesen fellépő hibákat. Ezért úgy döntöttek, hogy még azelőtt kell támadást indítani a harcállomás ellen, mielőtt még az működésbe lépne.
A hadművelet előkészítése rengeteg bothai életébe került, akiknek végül sikerült megszerezniük az Endor körül keringő bázis pontos elhelyezkedését. A lázadók megtudták azt is, hogy a halálcsillagot egy erős elhárítópajzs védi, melyen semminemű fegyver nem hatolhat át. Továbbá egy, a korribani csatában hozzájuk került adathordozóból megtudták, hogy az Uralkodó személyesen felügyeli az építési munkálatokat. Egy sikeres támadással tehát a császárt is megölhetnék a Halálcsillag fedélzetén, ami egyben valószínűleg a Birodalom széthullásához, a galaxis felszabadulásához is vezetne.
A kínálkozó lehetőség túl nagy volt ahhoz, hogy a Szövetség kihagyja. Ezért egy lázadó kommandót állítottak össze, melynek vezetését Han Solo tábornokra, a koordinálását pedig Brenn Tantor tábornokra bízták, aki maga is részt vett az pajzsgenerátor felépítésében. Úgy tervezték, hogy egy lopott birodalmi űrsiklóval leszállnak az Endorra, és működésképtelenné teszik a generátort. Ezzel megnyílna az út az űrflotta előtt a támadásra.
A felkelők, hogy elcsalogassák az ellenséges hajókat az Endortól, sullusti csata (galaktikus polgárháború)lecsaptak a birodalmi erőkre a Sullustnál. Céljukat azonban nem érték el, ugyanis az Uralkodó az Endor közelében sorakoztatta fel a haderejét. Ez a stratégia a lázadók számára nem derült ki, csak az ütközet kezdetekor döbbentek rá.
A felkelők valójában egy hatalmas csapdába futottak bele, melyet a Császár állított fel nekik. A lázadás végső megsemmisítésének tervében Palpatine hamis információkat szivárogtatott ki a Halálcsillag fegyvereiről: noha az ellenkezőjét állította, a valóságban már működőképesek voltak az állomás védelmi rendszerei.
A túlsó oldalán várakozó űrflottával, illetve az Endor holdjának felszínén, a pajzsgenerátor közelében állomásozó elitosztaggal a háta mögött az Uralkodó türelemmel várhatta a lázadók érkezését, hogy egyszer és mindenkorra szétzúzza a rebellis mozgalmat. Palpatine még azt is jósolta, hogy Luke Skywalker önként feladja majd magát a rohamosztagosoknak, méghozzá azért, hogy apját, az egykori Anakin Skywalkert visszatéríthesse az Erő sötét oldaláról. Ő maga pedig azt tervezte, hogy Luke-ot átállítja a sötét oldalra, és új tanítványává teszi őt apja helyett, éppúgy, mint ahogy 23 évvel korábban Dooku gróf esetében is történt.